# Mohsen Mohieddin
 (août 2020).
Mohsen Mohieddin (en arabe: محسن محيي الدين) (Le Caire, 1er novembre 1959) est un acteur égyptien.

## Biographie
Il est diplômé de l'Institut du cinéma[Lequel ?][Où ?], département de mise en scène. Il a été découvert par Youssef Chahine, qui lui a offert ses premiers rôles.
Retiré de la vie artistique depuis 1990, il a néanmoins réalisé un film The Last Khattab en 2013.
Il a épousé l'actrice Nisreen.

## Filmographie
- 1978 : Alexandrie pourquoi ?
- 1982 : La Mémoire
- 1985 : Adieu Bonaparte
- 1986 : Le Sixième Jour